# Cita (motorfiets)
Cita is een Belgisch historisch merk van motorfietsen.
De bedrijfsnaam was: Ateliers Cita (Comptoir Industriel et Technique Automobile), Liège.
Dit bedrijf van Henri Gonthier bouwde vanaf 1920 voornamelijk inbouwmotoren voor motorfietsen, voiturettes en auto's. Bovendien maakte men frames voor fietsen en motorfietsen, tandwielen, bougies en complete voiturettes.
Vanaf 1920 werden hulpmotoren geproduceerd, maar in 1922 maakte men al 350cc-motorfietsen. In 1923 werd het programma uitgebreid met 175-, 200- en 500cc-modellen. In 1925 werd de productie beëindigd.